# Alcañiz (kommun)
Alcañiz är en kommun i Spanien.   Den ligger i provinsen Provincia de Teruel och regionen Aragonien, i den östra delen av landet, 300 km öster om huvudstaden Madrid. Antalet invånare är 16 424. Alcañiz ligger vid sjöarna  La Estanca och Salada Grande.